# Grand Prix automobile de la Marne 1934

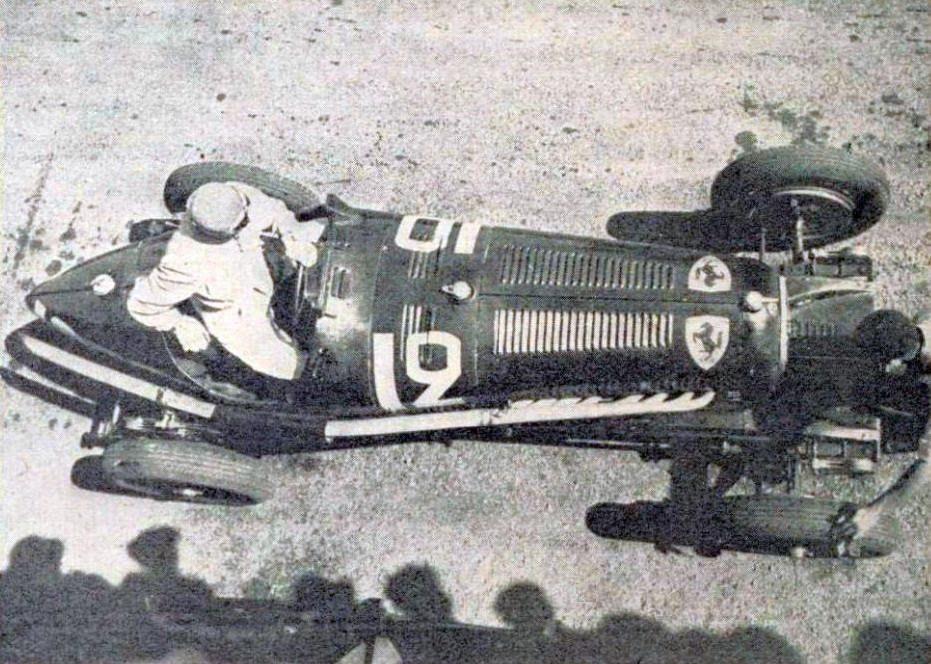
Grand Prix de la Marne 1934, arrêt de Louis Chiron au ravitaillement sur Alfa Romeo P3 Ferrari.

Le Grand Prix automobile de la Marne 1934 (IX Grand Prix de la Marne) est un Grand Prix qui s'est tenu sur le circuit de Reims-Gueux le 8 juillet 1934.

## Grille de départ
| 1re ligne | Pos. 2                        |                                | Pos. 1                         |                                   | Pos. 3                          |
|           | Moll Alfa Romeo 2 min 51 s 7  |                                | Varzi Alfa Romeo 2 min 48 s 4  |                                   | Étancelin Maserati 2 min 59 s 5 |
| 2e ligne  |                               | Pos. 5                         |                                | Pos. 4                            |                                 |
|           |                               | Chiron Alfa Romeo 2 min 56 s 7 |                                | Nuvolari Maserati 2 min 56 s 0    |                                 |
| 3e ligne  | Pos. 8                        |                                | Pos. 7                         |                                   | Pos. 6                          |
|           | Hamilton Maserati 3 min 9 s 4 |                                | Sommer Maserati 3 min 9 s 2    |                                   | Straight Maserati 3 min 2 s 3   |
| 4e ligne  |                               | Pos. 10                        |                                | Pos. 9                            |                                 |
|           |                               | Brunet Bugatti 3 min 17 s 0    |                                | Soffietti Alfa Romeo 3 min 12 s 4 |                                 |
| 5e ligne  | Pos. 13                       |                                | Pos. 12                        |                                   | Pos. 11                         |
|           | Balestrero Alfa Romeo —       |                                | Zehender Maserati 3 min 19 s 3 |                                   | Curzon Bugatti 3 min 18 s 0     |
| 6e ligne  |                               | Pos. 15                        |                                | Pos. 14                           |                                 |
|           |                               |                                |                                | Biondetti Alfa Romeo —            |                                 |

## Classement de la course
| Pos. | no | Pilote                         | Écurie                      | Châssis            | Tours | Temps/Abandon                  | Grille |
| ---- | -- | ------------------------------ | --------------------------- | ------------------ | ----- | ------------------------------ | ------ |
| 1    | 12 | Louis Chiron                   | Scuderia Ferrari            | Alfa Romeo P3      | 64    | 3 h 25 min 51 s 8 (146,0 km/h) | 5      |
| 2    | 16 | Guy Moll                       | Scuderia Ferrari            | Alfa Romeo P3      | 64    | + 4 min 36 s                   | 2      |
| 3    | 14 | Achille Varzi Attilio Marinoni | Scuderia Ferrari            | Alfa Romeo P3      | 62    | + 2 tours                      | 1      |
| 4    | 34 | Hugh Hamilton                  | Whitney Straight Ltd        | Maserati 8CM       | 61    | + 3 tours                      | 8      |
| 5    | 20 | Francis Curzon                 | Privé                       | Bugatti Type 51    | 59    | + 5 tours                      | 11     |
| 6    | 30 | Luigi Soffietti                | Scuderia Ferrari            | Alfa Romeo Monza   | 59    | + 5 tours                      | 9      |
| 7    | 28 | Renato Balestrero              | Gruppo Genovese San Giorgio | Alfa Romeo Monza   | ?     |                                | 13     |
| Abd. | 24 | Goffredo Zehender              | Privé                       | Maserati 8CM       | 36    | Mécanique                      | 12     |
| Abd. | 2  | Philippe Étancelin             | Privé                       | Maserati 8CM       | 26    | Boite de vitesses              | 3      |
| Abd. | 4  | Raymond Sommer                 | Écurie Braillard            | Maserati 8CM       | 22    | Tuyau d'échappement            | 7      |
| Abd. | 18 | Tazio Nuvolari                 | Privé                       | Maserati 8CM       | 21    | Essieu arrière                 | 4      |
| Abd. | 36 | Clemente Biondetti             | Gruppo Genovese San Giorgio | Alfa Romeo Monza   | ?     |                                | 14     |
| Abd. | 6  | Robert Brunet                  | Privé                       | Bugatti Type 51    | ?     |                                | 10     |
| Abd. | 32 | Whitney Straight               | Whitney Straight Ltd        | Maserati 8CM       | 3     |                                | 6      |
| Np.  | 8  | Juan Zanelli                   | Privé                       | Alfa Romeo Monza   |       | Non partant                    |        |
| Np.  | 10 | José de Villapadierna          | Grupo Vipal                 | Maserati 8CM       |       | Non partant                    |        |
| Np.  | 22 | « X »                          | Auto Union AG               | Auto Union Type A  |       | Non partant                    |        |
| Np.  |    | Rupert Featherstonhaugh        | Whitney Straight Ltd        | Maserati Tipo 26 M |       | Non partant                    |        |

- Légende: Abd.=Abandon - Np.=Non partant.

## Pole position et record du tour
- Pole position :  Achille Varzi (Alfa Romeo) en 2 min 48 s 4 (167,3 km/h).
- Meilleur tour en course :  Achille Varzi (Alfa Romeo) en 2 min 58 s 2 (158,1 km/h).